# Errezil (manzana)
Errezil es el nombre de una variedad cultivar de manzano (Malus domestica). Esta manzana es originaria de Guipúzcoa, y se cultiva para la producción de sidra. Lleva el nombre por la localidad Guipuzcoana de Errezil de donde es autóctona.

## Sinónimos
- "Reineta de Régil"[8]
- "Reineta de Regilk",[9]
- "Errexil Sagarra"
- "Manzana Rejil",[10]
- "Manzana Errezil",[11]
- "Manzana Régil",[12][13]
- "Errezil Sagarra",
- "Manzana Ibarbi",
- "Ibarbi sagarra"
- "Manzana Ibarbi de Errezil",
- "Errezilgo Ibarbi Sagarra".

## Características
El manzano de la variedad 'Errezil' tiene un vigor elevado. El árbol tiene tamaño pequeño y porte erguido, con tendencia a ramificar media, con hábitos de fructificación ramificados.

Sus flores tienen una longitud de los pétalos media, disposición de los pétalos tangentes entre sí, con el color de la flor cerrada rosa claro y el color de la flor abierta blanco.
La variedad de manzana 'Errezil' tiene un fruto de tamaño mediano, de forma plana-globosa con un pequeño bulto al lado del pedúnculo, con color de fondo verde claro, sobre color pardo que le proporciona una apariencia grisácea,  de piel fina, dura y un poco áspera. Sensibilidad al "russeting" (pardeamiento áspero superficial que presentan algunas variedades) medio a alto; con lenticelas de tamaño mediano. Es manzana ácida y dulce agria.
Época de maduración y recolección extremadamente tardía, se madura en la primera quincena de diciembre.

## Usos
La manzana 'Errezil' es una de las pocas variedades de manzanas que se pueden usar para comer cruda, hacer sidra o para la cocina. Pero la manzana Errezil, sobre todo, es una manzana de mesa.
Es muy popular en la cocina vasca, especialmente para los postres: pastel de manzana, panecillo, mermelada, pero cabe destacar que es el postre tradicional en las mesas del lugar, como manzana asada o compota (Navidad).

## Datos enológicos
- Salobridad: 150-180 miliequivalentes por litro.
- Acidez: 1.4-1.6g. tanino por litro.

En la producción sidrera se utiliza para dar a la sidra un punto ácido.